# Sindrome da vibrazione fantasma
La sindrome da vibrazione fantasma o sindrome dello squillo fantasma, chiamata anche ringxiety, fauxcellarm o phonetom, è la percezione che si verifica quando ci sembra che il telefono cellulare stia vibrando o squillando quando non lo sta facendo. Secondo il dottor Michael Rothberg, il termine non è una sindrome, ma è meglio caratterizzato come un'allucinazione tattile poiché il cervello percepisce una sensazione che non è effettivamente presente. Diversi altri articoli sono stati pubblicati negli anni 2010, inclusi NPR, Bustle, CBS News, Psychology Today e WebMD, che ha pubblicato un articolo utilizzando Rothberg come fonte.
Gli affetti da questa sindrome manifestano stati d'ansia dovuti a squilli, vibrazioni o notifiche che in realtà non esistono. Questa particolare condizione è influenzata dal fatto che gli esseri umani sono particolarmente sensibili ai toni uditivi tra 1 000 e 6 000 hertz e le suonerie di base dei telefoni spesso rientrano in questo intervallo. Infatti, le vibrazioni fantasma si sviluppano possedendo un cellulare con audio acceso o vibrazione. La ricercatrice e accademica Michelle Drouin ha scoperto che quasi 9 di 10 studenti universitari del suo college sono soggetti alla sindrome.

## Storia
Nel fumetto Dilbert, Scott Adams è stato il primo a fare riferimento a tale sensazione nel 1996, chiamandola come "sindrome del cercapersone fantasma". Il primo uso pubblicato del termine sindrome da vibrazione fantasma risale al 2003 in un articolo intitolato con l'omonimo nome, pubblicato sul New Pittsburgh Courier, scritto sotto lo pseudonimo del giornalista Robert D. Jones. Tuttavia, si discute se le prime annotazioni sugli inizi della SVF provenissero da Michael J. Lewis di Melbourne, Australia. Nella conclusione dell'articolo, Jones ha affermato che il fenomeno è in crescita, teoria appoggiata anche dallo psicologo David Laramie. Secondo lo psicologo il fenomeno è in forte aumento specialmente tra i millennial.
Il primo studio del fenomeno è stato condotto nel 2007 da un ricercatore che ha coniato il termine ringxiety per descriverlo, mentre nel 2012 venne scelto dal Macquarie Dictionary il termine "sindrome da vibrazione fantasma".

## Cause
La causa delle vibrazioni fantasma è ignota. La ricerca preliminare suggerisce la sua manifestazione a causa di un coinvolgimento eccessivo con il proprio telefono cellulare. Le vibrazioni iniziano in genere a verificarsi dopo un mese o un anno, con il possesso di un telefono. È stato suggerito che, quando si anticipa una telefonata, la corteccia cerebrale può interpretare erroneamente altri input sensoriali (come contrazioni muscolari, pressione dai vestiti o musica) come una vibrazione. Secondo Daniel Kruger dell'università del Michigan, la sindrome nasce dall'ansia da separazione, infatti la sua manifestazione può essere intesa come un problema che influisce gli attributi psicologici umani. Fattori come esperienze, aspettative e stati psicologici influenzano la soglia per il rilevamento del segnale. Alcune esperienze possono essere un tipo di pareidolia e possono quindi essere esaminate come un fenomeno psicologico influenzato dalla personalità, dalla condizione dell'essere e dal contesto.

## Sintomi
Sintomi come ansia, allucinazioni, desiderio di essere conosciuti e contattati, sintomi depressivi, deficit di attenzione, ipervigilanza e disturbi dell’umore sono alla base della sindrome.

## Epidemiologia
In gran parte degli studi, moltissimi possessori di cellulari riferiscono di aver riscontrato, in forma occasionale, la sindrome, con tassi riportati che vanno dal 29,6% all'89%. Una volta ogni due settimane è una frequenza tipica per le sensazioni e alcuni individui possono esserne seriamente infastiditi.

## Gestione
Sono state fatte poche ricerche sul trattamento delle vibrazioni fantasma. Trasportare il telefono in vari modi risolve il problema per alcune persone. Altri metodi includono la disattivazione della vibrazione, la modifica della suoneria o del tono di vibrazione o l'utilizzo di un dispositivo diverso.